# Casal Sentista
O Casal Sentista é uma aldeia pertencente à freguesia de Santiago, concelho de Torres Novas.

## Localização
Fica situada a 1 km da cidade do Entroncamento e é vulgarmente conhecida pelo Rancho Folclórico e Etnográfico do Casal Sentista.
Esta aldeia tem cerca de 216 Habitantes (Censos 2021) e a sua economia é Media Baixa.
Foi fundada em 2007 uma associação de moradores que tem como objectivo uma melhor qualidade de vida nesta aldeia, no entanto esta associação j´não existe.
Em 1 de Julho de 2009 foi inaugurado a nova linha de TURE (Transportes Urbanos do Entroncamento) que passa assim pela localidade do Casal Sentista. A linha correspondente à localidade é a vermelha, com autocarro de meia em meia hora que conduzirá os passageiros até à cidade do Entroncamento.

## Atrações
Ficando situado junto à cidade do Entroncamento, a localidade é uma zona sossgeda e muito bem localizada. Junto à localidade está o parque natural do Bonito, no Entroncamento, e alguns supermercados como o Lidl e E. Leclerc que agora com a nova linha de TURE é possível chegar a estes centros em 10 minutos, bem como à Escola Secundária do Entroncamento em que maior parte dos jovens da localidade frequentam.
O Rancho Folclórico e Etnográfico do Casal Sentista é conhecido internacionalmente e já fez várias actuações em todo o mundo, desde a Turquia, Brasil, França,Polónia,Espanha,Itália,Hungia,India,Servia,Montenegro e Albãnia. entre muitos outros.
Esta aldeia tinha uma pequena padaria, agora fechada, tem cafés, restaurantes, fábricas de construção civil uma das quais Arte longa, Ladrinando e Caji O Rancho organizou um interfolk(Festival internacional de folclore) em Agosto de 2007,2009 e 2012, 2015, 2019, que foi um sucesso, com a vinda de 16 ranchos de países diferentes nostrar as suas danças tradicionais. O festival contou com espectáculos em Torres Novas, Entroncamento, Rio Maior, Tancos e Moreiras Grandes,Chãos,Asseiceira,(Rio Maior).O Rancho do Casal Sentista promove várias iniciativas como o OTL e õ voluntariado para a prevenção das florestas, com apoio do IPDJ.

## Juventude
Tem um número elevado de jovens abaixo dos 18 anos, sendo uma das localidades com maior taxa de adolescentes no concelho.